# Jõesuu (Tori)
Jõesuu – wieś w Estonii, w prowincji Parnawa, w gminie Tori. We wsi rzeka Navesti uchodzi do Parnawy.

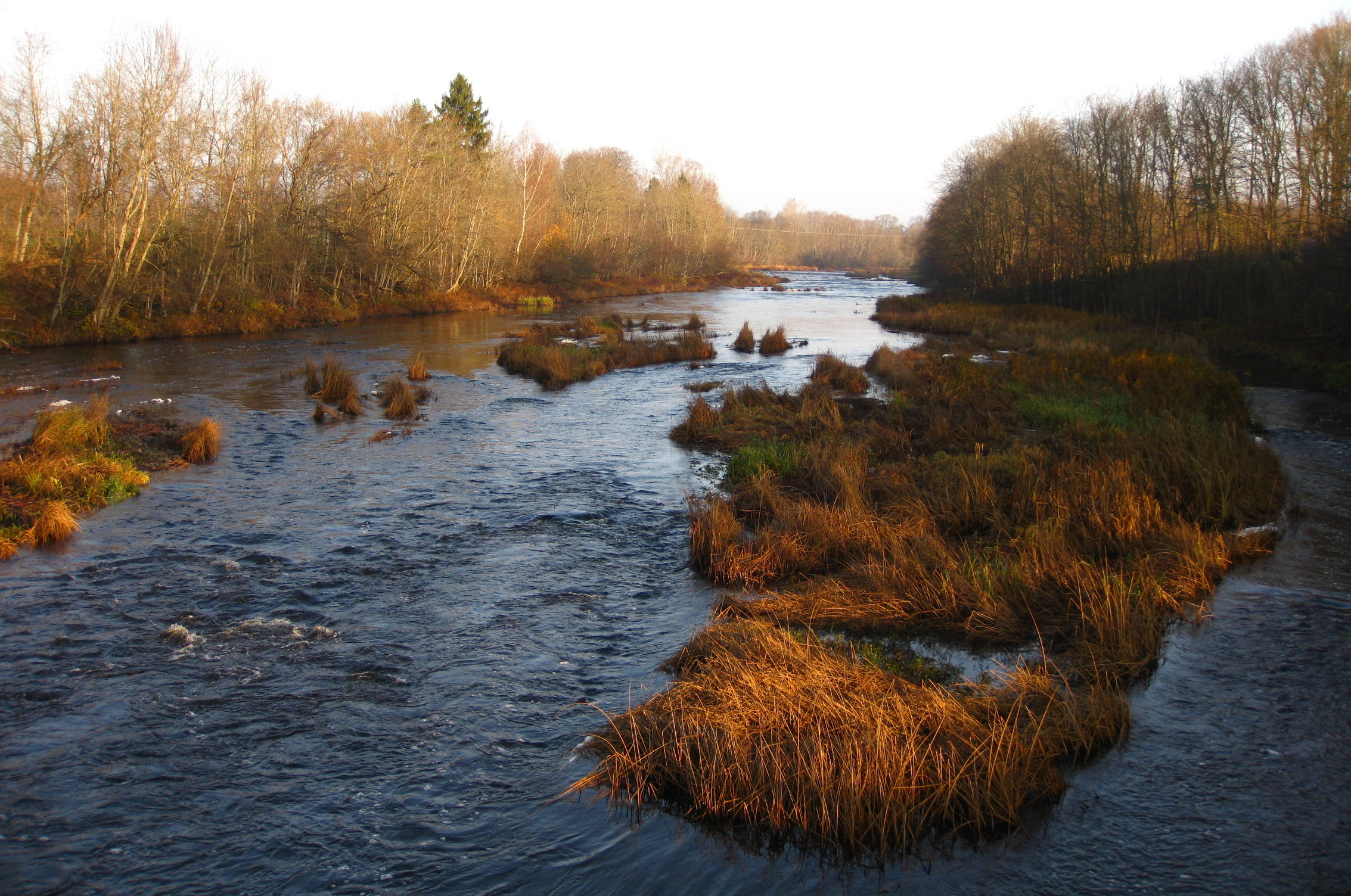
Parnawa w Jõesuu
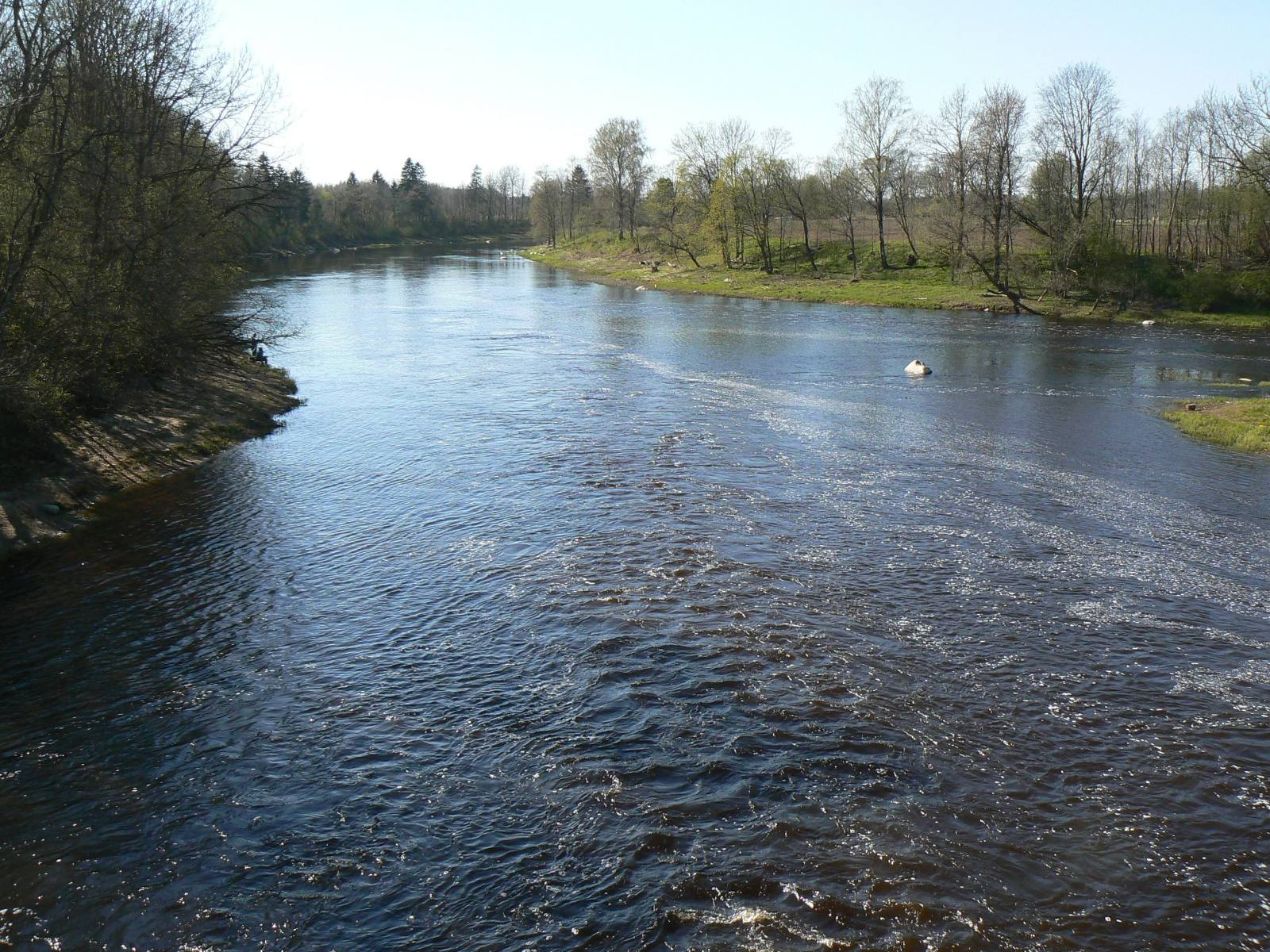
Ujście Navesti do Parnawy